# Irv Smith Jr.
Irvin Martin „Irv“ Smith Jr. (* 9. August 1998 in New Orleans, Louisiana) ist ein US-amerikanischer American-Football-Spieler auf der Position des Tight Ends. Er spielte College Football für Alabama Crimson Tide und wurde im NFL Draft 2019 in der zweiten Runde von den Minnesota Vikings ausgewählt. Aktuell steht Smith bei den Houston Texans unter Vertrag.

## Frühe Jahre und College
Irv Smith Jr. zog mit seiner Familie kurz nach seiner Geburt nach Arizona um, wo er die ersten 14 Jahre seines Lebens verbrachte. Im Alter von 14 Jahren zog er wieder zurück nach Louisiana, wo er die Brother Martin High School besuchte. In seinem Senior-Jahr hatte er 31 Passfänge für 558 Yards und vier Touchdowns. Ursprünglich wollte Smith für die Texas A&M University College Football spielen, er ging jedoch auf die University of Alabama und spielte drei Jahre lang für die Alabama Crimson Tide. In seinem Freshman-Jahr 2016 kam Smith in neun Spielen zum Einsatz, verzeichnete aber noch keine Passfänge. 2017 fing er 14 Pässe für 128 Yards und drei Touchdowns. Er spielte in 14 Spielen, davon viermal als Starter, und gewann mit der Crimson Tide das College Football Playoff National Championship Game. In der Saison 2018 war er Stammspieler und fing 44 Pässe für 710 Yards und sieben Touchdowns. Im Januar 2019 kündigte er an, sich für den kommenden NFL Draft anzumelden.

### College-Statistik
| Jahr   | Team    | Spiele | Receiving | Receiving | Receiving | Receiving |
| Jahr   | Team    | Spiele | Rec       | Yards     | Avg       | TD        |
| ------ | ------- | ------ | --------- | --------- | --------- | --------- |
| 2017   | Alabama | 9      | 14        | 128       | 9.1       | 3         |
| 2018   | Alabama | 15     | 44        | 710       | 16.1      | 7         |
| Gesamt | Gesamt  | 24     | 58        | 838       | 14.4      | 10        |

## NFL
Im NFL Draft 2019 wurde Smith in der zweiten Runde an 50. Stelle von den Minnesota Vikings ausgewählt. In Minnesota war er zunächst der zweite Tight End hinter Kyle Rudolph. Als Rookie wurde Smith in allen 16 Partien der Regular Season eingesetzt, davon 7-mal als Starter. Sein erster Touchdown gelang ihm durch einen 10-Yard-Pass von Kirk Cousins gegen die Denver Broncos am elften Spieltag. Smiths Touchdown beim Stand von 0:20 im dritten Viertel leitete eine Aufholjagd der Vikings ein, sie gewannen das Spiel letztlich mit 27:23. Insgesamt fing Smith als Rookie in der regulären Saison 36 Pässe für 311 Yards und zwei Touchdowns. In seiner zweiten NFL-Saison gelangen ihm in 13 Spielen fünf Touchdowns, er kam auf 30 gefangene Pässe für 365 Yards. Vor allem in den letzten vier Spielen der Saison war Smith erfolgreich, da Rudolph wegen einer Fußverletzung nicht spielen konnte. In diesem Zeitraum gelangen ihm 183 Yards Raumgewinn und drei Touchdowns. Zuvor hatte er selbst wegen einer Rückenverletzung drei Spiele verpasst.
Nach dem Abgang von Rudolph sollte Smith in der Saison 2021 eine größere Rolle einnehmen, allerdings fiel er mit einer Meniskusverletzung vor Saisonbeginn für die gesamte Spielzeit aus. Auch 2022 hatte Smith mit Verletzungen zu kämpfen, so verpasste er große Teile der Saisonvorbereitung und fiel mit einer Knöchelverletzung für mehrere Spiele aus. Er fing 25 Pässe für 182 Yards und zwei Touchdowns. Mit dem Trade für T. J. Hockenson nach Smiths Verletzung zur Saisonmitte verpflichteten die Vikings einen deutlich etablierteren Tight End, der die ursprünglich Smith zugedachte Rolle als Nummer-eins-Tight-End einnahm.
Am 30. März 2023 unterschrieb Smith einen Einjahresvertrag bei den Cincinnati Bengals. Er fing in zwölf Spielen 18 Pässe für 115 Yards und einen Touchdown.
Im März 2024 nahmen die Kansas City Chiefs Smith unter Vertrag. Er wurde allerdings im Rahmen der Kaderverkleinerung auf 53 Spieler vor Saisonbeginn Ende August von den Chiefs entlassen. Am 18. September 2024 nahmen die Houston Texans Smith in ihren Practice Squad auf.

### NFL-Statistiken
| Saison                             | Team               | Spiele                        | Spiele                        | Receiving                     | Receiving                     | Receiving                     | Receiving                     | Receiving                     | Fumbles                       | Fumbles                       |
| Saison                             | Team               | GP                            | GS                            | Rec                           | Yds                           | Avg                           | Lng                           | TD                            | Fum                           | Lost                          |
| ---------------------------------- | ------------------ | ----------------------------- | ----------------------------- | ----------------------------- | ----------------------------- | ----------------------------- | ----------------------------- | ----------------------------- | ----------------------------- | ----------------------------- |
| 2019                               | Minnesota Vikings  | 16                            | 7                             | 36                            | 311                           | 8,6                           | 29                            | 2                             | 1                             | 0                             |
| 2020                               | Minnesota Vikings  | 13                            | 7                             | 30                            | 365                           | 12,2                          | 36                            | 5                             | 0                             | 0                             |
| 2021                               | Minnesota Vikings  | kein Einsatz wegen Verletzung | kein Einsatz wegen Verletzung | kein Einsatz wegen Verletzung | kein Einsatz wegen Verletzung | kein Einsatz wegen Verletzung | kein Einsatz wegen Verletzung | kein Einsatz wegen Verletzung | kein Einsatz wegen Verletzung | kein Einsatz wegen Verletzung |
| 2022                               | Minnesota Vikings  | 8                             | 1                             | 25                            | 182                           | 7,3                           | 17                            | 2                             | 1                             | 0                             |
| 2023                               | Cincinnati Bengals | 12                            | 6                             | 18                            | 115                           | 6,4                           | 14                            | 1                             | 1                             | 1                             |
| 2024                               | Houston Texans     | 5                             | 1                             | 0                             | 0                             | 0                             | 0                             | 0                             | 0                             | 0                             |
| Total                              | Total              | 54                            | 22                            | 109                           | 973                           | 8,9                           | 36                            | 10                            | 3                             | 1                             |
| Quelle: pro-football-reference.com |                    |                               |                               |                               |                               |                               |                               |                               |                               |                               |

## Persönliches
Sein Vater Irv Smith Sr. spielte in der National Football League ebenfalls als Tight End, ebenso sein Onkel Ed Smith.